# فرودگاه هلی‌کوپتر مرکز پزشکی پراویدنس نیوبرگ
 فرودگاه هلی‌کوپتر مرکز پزشکی پراویدنس نیوبرگ (به انگلیسی: Providence Newberg Medical Center Heliport) یک فرودگاه خصوصی است . این فرودگاه در کشور ایالات متحده آمریکا قرار دارد و در ارتفاع ۶۳ متری از سطح دریا واقع شده است.